# Pontelongo
Pontelongo est une commune italienne de la province de Padoue, dans la région Vénétie.

## La raffinerie de sucre
La raffinerie de sucre de Pontelongo a été fondée le 26 juin 1910, avec le concours technique de la Raffinerie tirlemontoise, elle est située dans un coude du Bacchiglione. Comme c'était souvent le cas à cette époque, le capital était étranger, plus particulièrement belge (famille Wittouck), ce qui faisait que les habitants appelaient l'usine (zuccherificio) « el Beljo ». 

## Administration
| Période                                  | Période | Identité | Étiquette | Qualité |
| ---------------------------------------- | ------- | -------- | --------- | ------- |
|                                          |         |          |           |         |
| Les données manquantes sont à compléter. |         |          |           |         |

### Communes limitrophes
Arzergrande, Bovolenta, Brugine, Candiana, Codevigo, Correzzola, Piove di Sacco.